# روجر شيمومورا
روجر شيمومورا (بالإنجليزية: Roger Shimomura)‏ هو رسام أمريكي، ولد في 1939 في سياتل في الولايات المتحدة.